# Smittina affinis
Smittina affinis är en mossdjursart som först beskrevs av Walter Douglas Hincks 1862.  Smittina affinis ingår i släktet Smittina och familjen Smittinidae. Inga underarter finns listade i Catalogue of Life.